# 양평 병산리 돌거북상
양평 병산리 돌거북상은 대한민국 경기도 양평군 강상면 병산리에 있다. 1997년 12월 20일 양평군의 향토유적 제35호로 지정되었다.

## 개요
원래는 백병산 왜목터라고 하는 곳에 있었으나 한차례 도난당한 후에 되찾아 군청내에 두었었다. 그 뒤, 병산리 주민의 발원에 의해 현재의 장소로 옮겨졌다. 돌거북상은 화강편마암을 거칠게 다듬어 장타원형으로 만들었다.